# Bettina Rheims
Pour les articles homonymes, voir Bettina et Rheims.
Bettina Caroline Germaine Rheims, née le 18 décembre 1952 à Neuilly-sur-Seine, est une photographe portraitiste française.

## Biographie

### Famille et vie privée
Bettina Rheims est issue d'une famille juive alsacienne par son père : elle est la petite-fille du général Léon Rheims, la fille du commissaire-priseur et académicien Maurice Rheims, et la sœur de la femme de lettres et productrice Nathalie Rheims.
Sa mère, Lili Kramer, fille de Kurt Kramer et d'Alix Schey von Koromla, est apparentée à la branche dite « von Worms » de la famille Rothschild.
Elle étudie au lycée Victor-Duruy, où elle se lie avec la journaliste Nicole Wisniak. Elle en est exclue pour avoir brodé une tête de mort sur un bavoir, pendant un cours de couture.
Bettina Rheims a été la compagne de Serge Bramly, dont elle a un fils, l'acteur Virgile Bramly, né en 1980. Elle est aujourd'hui l'épouse de l'avocat Jean-Michel Darrois.

### Débuts
Le photographe Walter Carone l'initie à la photographie. Sa carrière de photographe démarre en 1978. Elle réalise cette année-là une série sur un groupe de strip-teaseuses et d'acrobates qui donnera lieu à ses premières expositions. Ce travail révèle le sujet de prédilection de Bettina Rheims, le modèle féminin, auquel elle reviendra fréquemment durant sa carrière.
La décennie 1980 est l'occasion pour Bettina Rheims de réaliser plusieurs portraits de femme connues ou pas qui feront l'objet d'un ouvrage : Female Trouble (1989).
En 1982, la série Animal lui permet de poser son objectif sur une autre forme de nudité : celle d'animaux naturalisés au regard fixe, « qui semblent vouloir nous exprimer quelque chose au-delà de la mort. » « Il fallait que j'arrive à capter leur regard », déclare la photographe.
Durant cette période, elle réalise les photos de nombreuses pochettes de disques, pour notamment Bernard Lavilliers, France Gall (photo de la pochette de son album Débranche !), Julien Clerc, Jean-Jacques Goldman (photo de la pochette de son 45 tours Au bout de mes rêves), Johnny Hallyday, Carol Arnauld (pochette de son  45 tours C'est pas facile…), Chagrin d'amour... Elle réalise également le clip de la chanson Voyage, Voyage (1986) de la chanteuse Desireless.
Avec Modern Lovers (1989-1990), la photographe questionne le genre, l'androgynie et la transsexualité. Suivront deux autres ouvrages sur le même sujet : Les Espionnes (1992) et Kim (1994).

### Les années 1990
Au début des années 1990, Bettina Rheims travaille sur une de ses séries majeures intitulée Chambre close (1990-1992), la première en couleur, qui marque le début de sa collaboration avec le romancier Serge Bramly, dans un ouvrage où les clichés de la photographe sont accompagnés d'un récit de l'écrivain. Chambre close, dans sa forme, parodie les premières photos pornographiques — pièces aux murs défraîchis, papiers peints passés — mais dans son fond s'attache à mettre en scène des modèles non professionnelles pour jouer de l'érotisme et de la confusion entre celui qui regarde et celle qui se montre.
« Par l'utilisation de la couleur et la qualité extrême des tirages, la chair apparaît vivante et donne à l'œuvre un réalisme déconcertant. Bettina Rheims transcende ainsi le corps pour atteindre la féminité primitive dans son ça psychanalytique, celui de ses pulsions plus ou moins refoulées, pulsions sexuelles en particulier. En même temps que ces pulsions peuvent affleurer à la conscience du modèle, à sa peau, l'artiste les capte sur sa pellicule ».
En 1995, Bettina Rheims est invitée par Jacques Chirac à la fin de la campagne présidentielle à travailler en coulisses sur une série de clichés retraçant la dernière ligne droite de l'élection. Après l'élection, la présidence de la République mandate Bettina Rheims pour réaliser le portrait officiel de Jacques Chirac. Elle dira au journal Libération qu'elle a voulu donner au président l'allure détendue des grands héros de western.
La décennie se clôt par la parution en 1999 de l'ouvrage et de l'exposition INRI. Liant une nouvelle fois le regard de Bettina Rheims et la prose de Serge Bramly, INRI construit un dialogue philosophique sur l'histoire de la crucifixion au travers de photographies de scènes de la vie du Christ, de l'Annonciation à l'Ascension. Bettina Rheims propose des « illustrations en correspondance avec notre temps, après l'apparition de la photographie, du cinéma et de l'imagerie publicitaire, comme si Jésus revenait aujourd'hui ». La parution de l'ouvrage déclenchera, en France, une vive polémique.

### Les années 2000

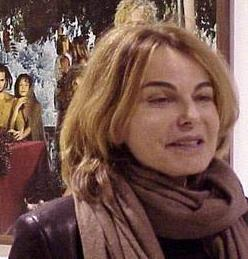
Bettina Rheims en 2006.

En 2002 Bettina Rheims réalise une série sur Shanghai au cours de deux longs séjours sur place.

« Les premières impressions du voyageur arrivant à Shanghai sont celles d'une population toujours ancrée dans ses rites et traditions historiques, qui se lance aujourd'hui dans une course effrénée à la modernité. Cherchant à se fondre dans cet "autre mode de pensée" en faisant fi de tout préjugé, c'est un regard vierge et émerveillé sur cette cohabitation paradoxale d'une Chine millénaire et très avant-gardiste, d'une Chine officielle et underground, que nous livre […] Bettina Rheims. »

En 2005, Bettina Rheims expose, à la galerie De Noirmont, Héroïnes, un travail qui se veut avant tout comme un hommage à la sculpture. La photographe collabore pour l'occasion avec le créateur Jean Colonna pour habiller les femmes de vêtements originaux. « Des robes anciennes de haute couture ont ainsi été remodelées sur chacune de ces icônes contemporaines. Ces dernières à la beauté décalée ont alors joué avec un rocher, devenu pour un instant leur piédestal. »
À la fin des années 2000, Bettina Rheims s'associe à nouveau avec Serge Bramly et expose Rose, c'est Paris en 2010 à la Bibliothèque nationale de France. Le récit photographique est une nouvelle fois construit sur une trame de fiction imaginée par Bettina Rheims et Serge Bramly sur la base d'éléments autobiographiques. Dans ce travail, Paris tient « le rôle de la muse plus que du sujet, et [apparaît], par le biais de personnages portés par une histoire, sous une forme quasi allégorique. Une jeune femme que l'on connaît par son initiale, B., cherche Rose, sa sœur jumelle, qu'elle prétend disparue. Présenté comme un « grand sérial mystérieux », genre cher aux surréalistes, Rose, c'est Paris se divise en treize épisodes où l'on découvre entre autres décors un Paris insolite ou méconnu, volontairement atemporel ».

### Les années 2010 et 2020
Exposée en 2012 à Düsseldorf, la série Gender Studies poursuit le questionnement sur les représentations du genre. Le dispositif liant image et son (par Frédéric Sanchez) présente 27 portraits sonores de jeunes hommes et femmes ayant répondu à un appel lancé par la photographe sur Facebook. Les clichés s'accompagnent d'extraits d'interviews et font l'objet de plusieurs expositions et d'un livre.
En mars 2016, exposition à la Maison Européenne de la Photographie (MEP)[Quoi ?].
En février 2018, elle publie Détenues, avec des photographies de femmes prisonnières. Des expositions sont par ailleurs organisées, une à la Sainte-Chapelle de Vincennes, une autre au château de Cadillac, près de Bordeaux.
En 2021, elle décide de donner l'ensemble de son œuvre à l'Institut pour la photographie de Lille, soit 230 000 pièces.

### Travail de commande et portraits de femmes célèbres
Bettina Rheims a travaillé également pour la mode et les grandes marques avec des travaux de nature publicitaire comme pour Chanel ou Lancôme ainsi que pour des magazines internationaux en réalisant des portraits de femmes célèbres. Elle a collaboré à plusieurs reprises avec l'agence Publicis Et Nous et son directeur artistique Philippe Chanet, en réalisant les visuels des marques tels que Well.
Parmi ces portraits les plus connus, on peut notamment citer : Madonna, Catherine Deneuve, Charlotte Rampling, Carole Bouquet, Marianne Faithfull, Barbara, Mylène Farmer, Kylie Minogue, Claudia Schiffer, Asia Argento, etc.

## Filmographie
- 1973 : La Bonne Année de Claude Lelouch

### Clip vidéo
- 1986 : Voyage, Voyage de Desireless (réalisation)

## Inspirations
Bettina Rheims a déclaré avoir été inspirée par Diane Arbus et Helmut Newton, ainsi que par la peinture ancienne.

## Publications
- 1990 : Modern Lovers, Éditions Paris Audiovisuel.
- 1991 : Female Trouble, Schirmer / Mosel Verlag.
- 1992 : Chambre Close (texte de Serge Bramly), Gina Kehayoff Verlag, Munich.
- 1992 : Les Espionnes (texte de Bernard Lamarche-Vadel), Kehayoff Verlag, Munich.
- 1994 : Kim, Kehayoff Verlag, Munich.
- 1994 : Animal, Kehayoff Verlag, Munich.
- 1998 : I.N.R.I. Jésus, 2000 ans après… (texte de Serge Bramly), Éditions Albin Michel, Paris.
- 2000 : X'mas, Éditions Léo Scheer, Paris.
- 2000 : A Room in the Museum of Modern Art in Frankfurt, Kehayoff Verlag, Munich.
- 2002 : Morceaux Choisis, Steidl Verlag, Göttingen.
- 2003 : Shanghai (texte de Serge Bramly), Éditions Robert Laffont, Paris.
- 2004 : Rétrospective, Schirmer/Mosel Verlag, Munich.
- 2004 : More Trouble, Schirmer / Mosel Verlag, Munich.
- 2005 : Michel Onfray, Oxymoriques. Les Photographies de Bettina Rheims, Éditions Jannink, Paris.
- 2006 : Héroïnes, Galerie Jérôme de Noirmont, Paris.
- 2008 : The Book Of Olga (texte de Catherine Millet), Taschen Verlag, Cologne.
- 2008 : Bettina Rheims, t. 27, Reporters sans frontières (RSF) / édition illustrée, coll. « 100 photos pour la liberté de la presse », 7 mai 2008, 142 p. (ISBN 978-2915536690)[19].
- 2010 : Rose, c'est Paris (texte de Serge Bramly), Taschen.
- 2013 : Mylène Farmer, Programme concert Timeless 2013, Paris.
- 2014 : Bonkers, Steidl, Göttingen.
- 2014 : Gender Studies, Steidl, Göttingen.
- 2018 : Détenues, Gallimard.

## Distinctions

### Récompenses
- 1994 : Lauréate du grand prix de la photographie de la Ville de Paris

### Décorations
- Commandeure de la Légion d'honneur. Elle est faite chevalier le 17 février 1997, puis est promue officier le 13 juillet 2006[20], et commandeur le 12 juillet 2013[21],[22]
- Grande officière de l'ordre national du Mérite Elle est directement faite officier le 30 avril 2002 pour récompenser ses 31 ans d'activités artistiques[23], avant d'être directement élevée à la dignité de grand officier le 15 novembre 2018[24].
- Commandeure de l'ordre des Arts et des Lettres Elle est promue au grade de commandeur le 13 septembre 2016[25].